# Liste des parcs et jardins de Québec
Cette page répertorie les parcs et jardins de Québec par arrondissement et quartier.

## Parcs par arrondissement

### La Cité–Limoilou
Vieux-Québec—Cap-Blanc—colline Parlementaire

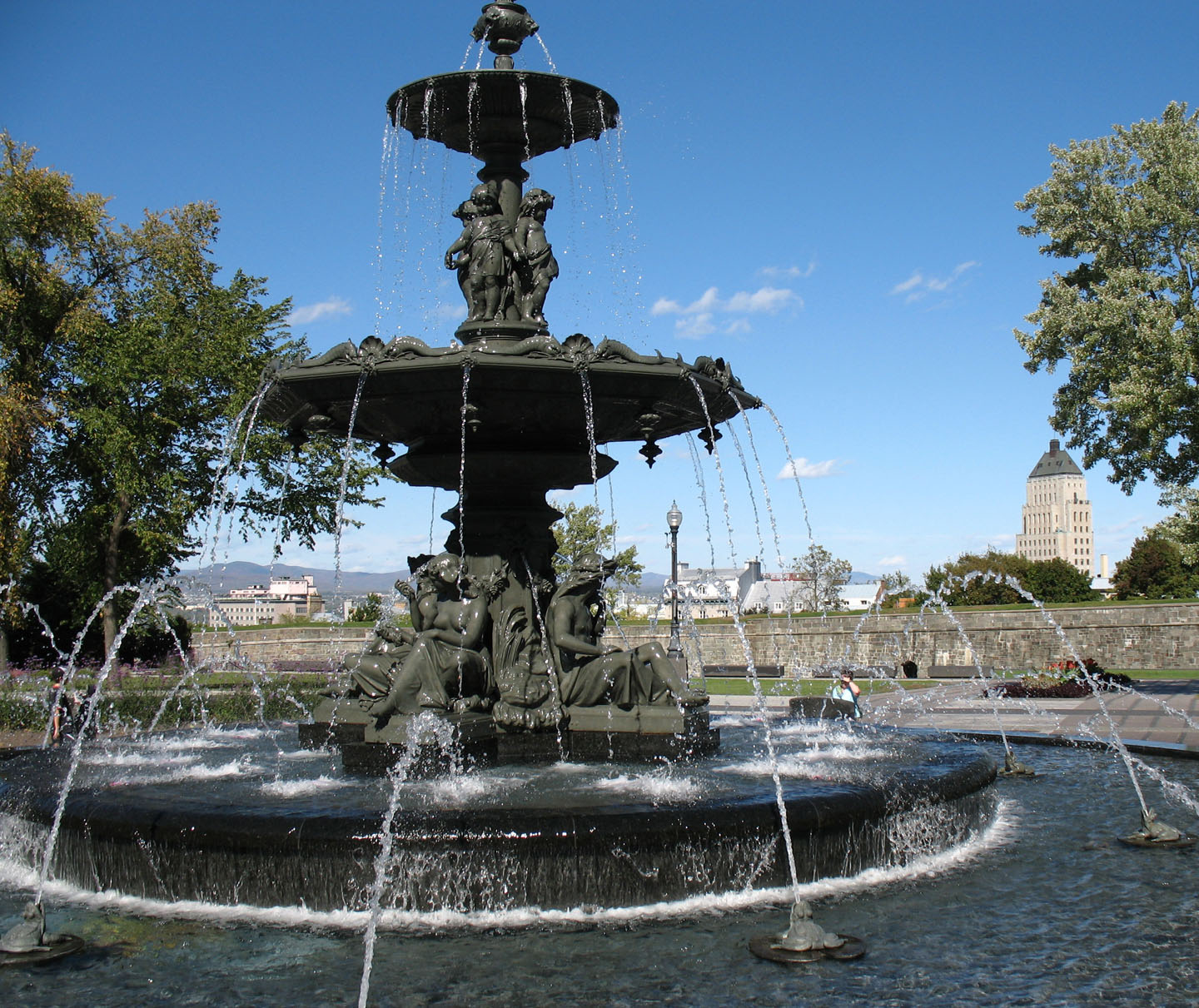
Fontaine de Tourny place de l'Assemblée-Nationale.

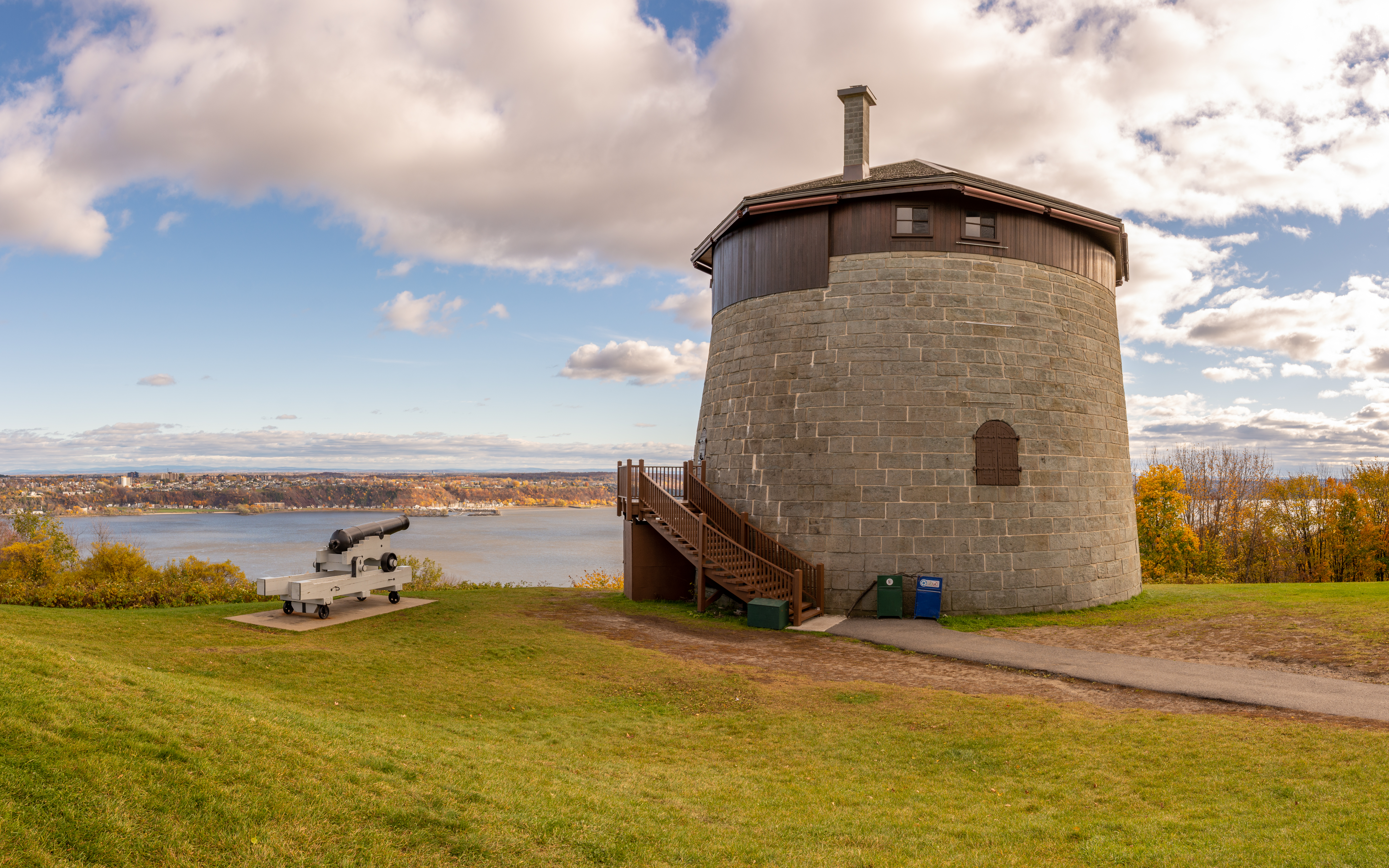
Tour Martello sur les Plaines d'Abraham.

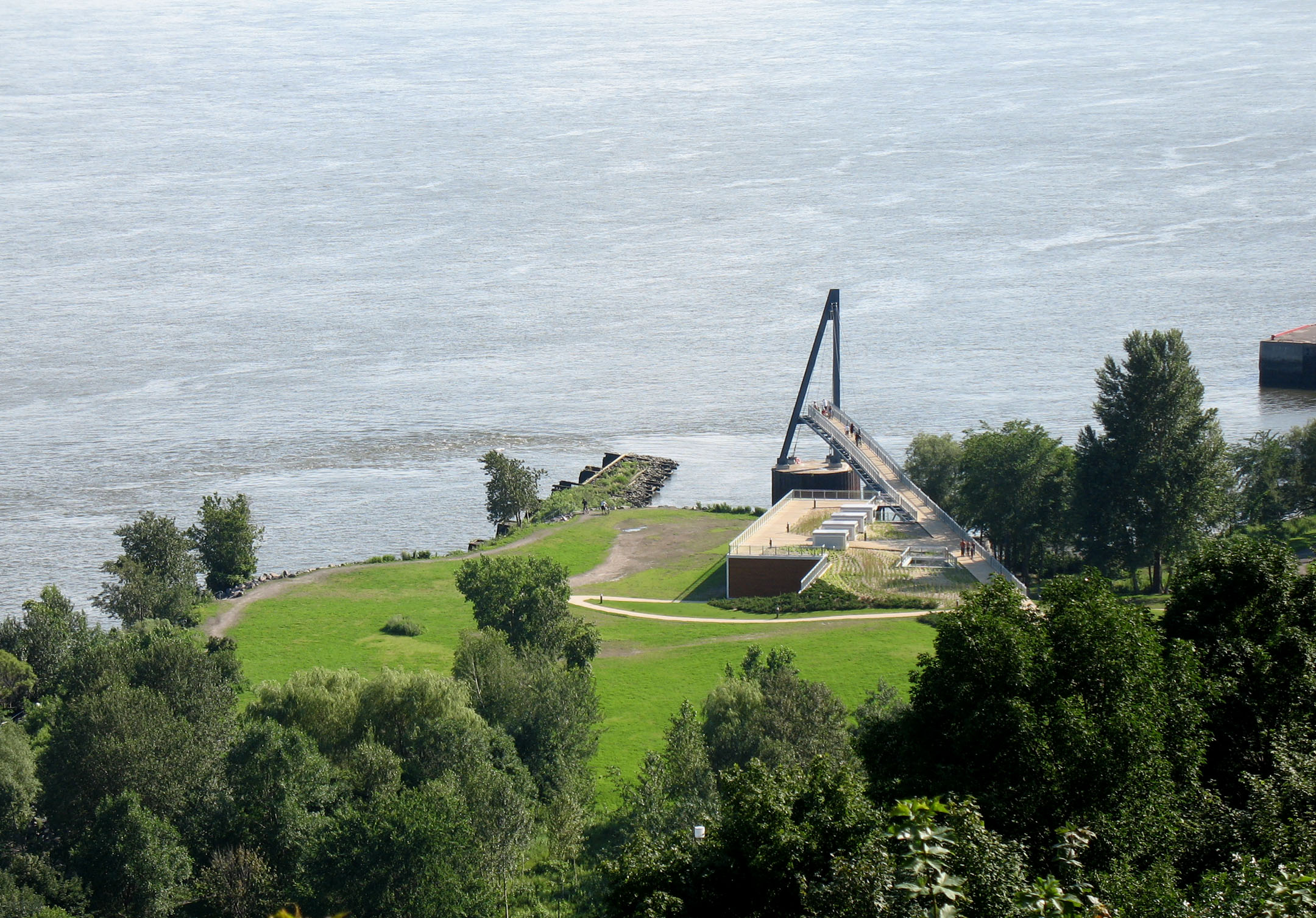
Bassin Brown, boulevard Champlain.

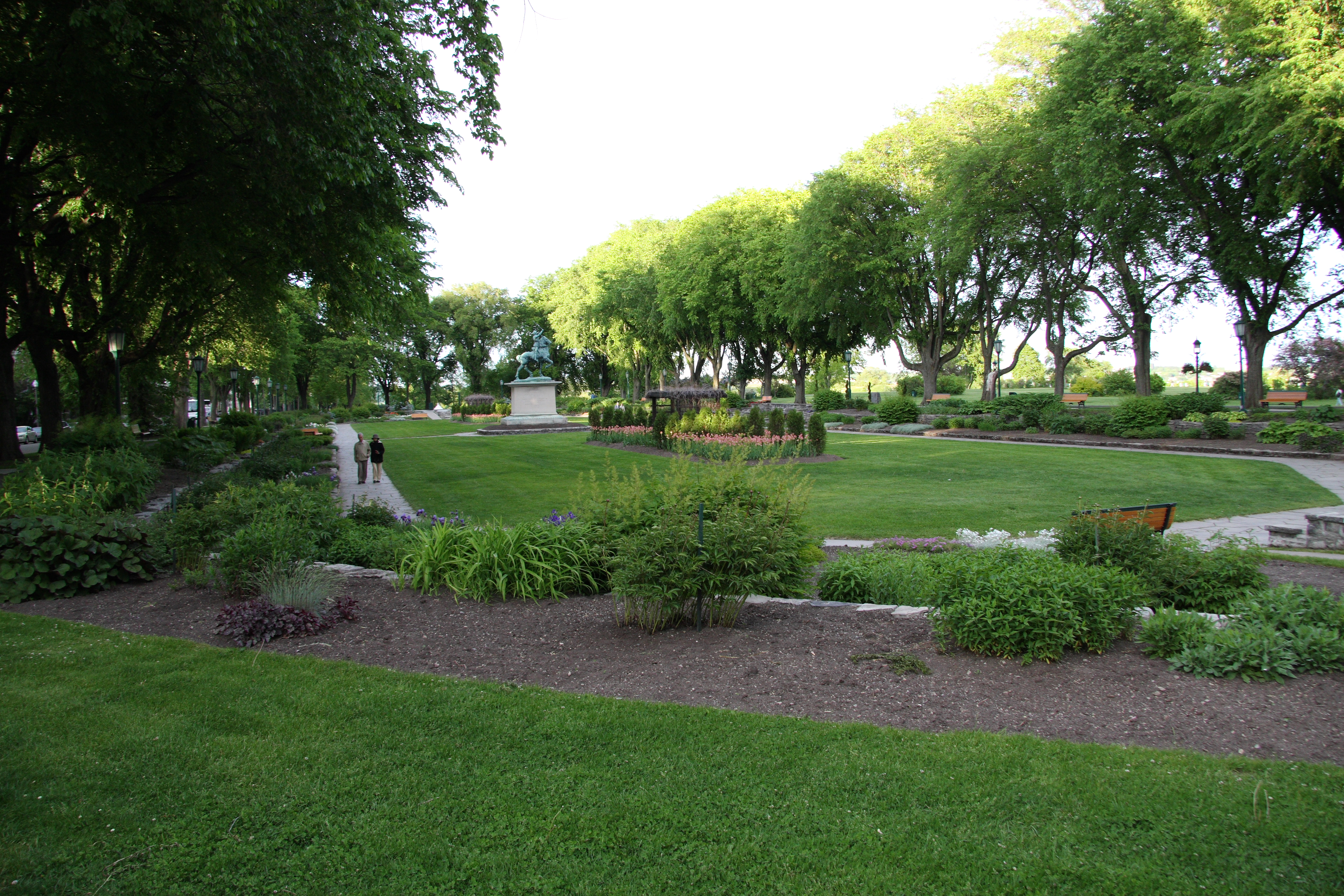
Jardin Jeanne d'Arc.

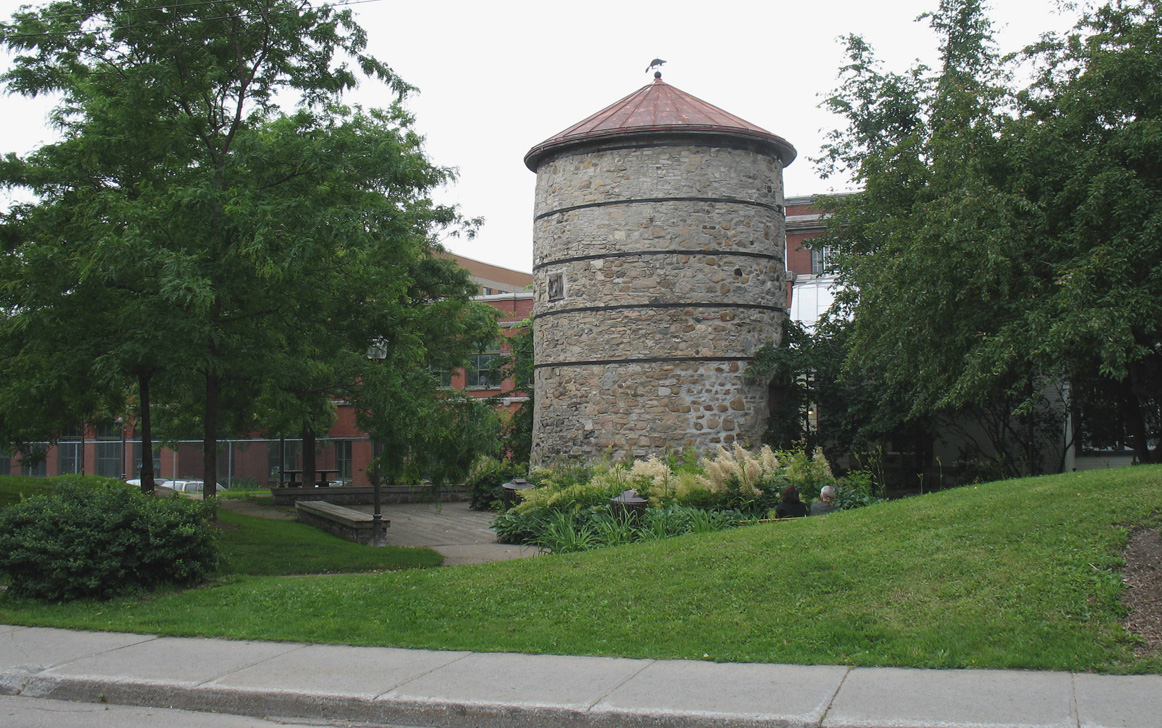
Parc du Moulin-de-l'Hôpital.

- Bassin Brown (boulevard Champlain)
- Jardin Jeanne-d'Arc (avenue Wilfrid-Laurier)
- Parc de l'Amérique-Latine (boulevard  Jean-Lesage, palais de justice)
- Parc de l'Esplanade (66, rue Saint-Louis)
- Parc de la Francophonie (Grande Allée Est, en face de la place George-V)
- Parc des Gouverneurs (rue Mont-Carmel, rue des Carrières)
- Parc du Cavalier-du-Moulin (rue Mont-Carmel)
- Parc Couillard (Rue Couillard, rue Saint-Flavien)
- Parc Montmorency (côte de la Montagne)
- Parc Notre-Dame-de-la-Garde (305, boulevard Champlain)
- Parc Ulric-Joseph Tessier (boulevard  Jean-Lesage, palais de justice)
- Place George-V
- Place Jean-Béliveau
- Place d'Armes
- Place de l'Assemblée-Nationale

Saint-Jean-Baptiste
- Parc Berthelot (rue Saint-Patrick, rue Berthelot)
- Parc de l'Amérique-Française (boulevard René-Lévesque Est, rue Claire-Fontaine)
- Parc Lockwell (avenue De Salaberry, rue Lockwell)
- Parc Richelieu (rue Richelieu, rues Sainte-Claire et Sainte-Marie)
- Parc Saint-Matthews (rue Saint-Jean, rue Saint-Augustin)
- Parc Scott (rue Saint-Patrick, rue Scott)

Montcalm
- Parc des Champs-de-Bataille
  - Jardin Jeanne-d'Arc (avenue Wilfrid-Laurier)
  - Parc des Braves (chemin Sainte-Foy, avenue des Braves))
  - Plaines d'Abraham (Grande Allée) (Grande Allée Ouest)
- Parc des Franciscains (avenue de l'Alverne)
- Parc des Saints-Martyrs-Canadiens (860, rue Père-Marquette)
- Parc Jacques Marquette (rue Père-Marquette, avenue des Braves)
- Parc Lucien Borne (100, chemin Sainte-Foy)

Saint-Sacrement
- Parc Notre-Dame-de-Bellevue (rue Gérard-Morisset, rue Eymard)
- Parc Saint-Sacrement (1360, boulevard de l'Entente)
- Parc Samuel Holland (avenue Holland, chemin Sainte-Foy)

Saint-Sauveur
- Parc de Notre-Dame-de-Pitié (rue Saint-Vallier Ouest)
- Parc Dollard des Ormeaux (320, rue de Verdun)

- Parc du boulevard Langelier (boulevard Langelier)
- Parc du Petit-Moulin (rue Saint-François Ouest, boulevard Langelier)
- Parc du Pont-Scott (rue du Pont-Scott)
- Parc Durocher (290, rue de Carillon)
- Parc Lionel Bertrand (rue des Ardennes, rue de l'Armée, rue Gamelin)
- Parc Marguerite Bourgeoys (325, avenue des Oblats)
- Parc Notre-Dame-de-Grâce (398, rue Franklin)
- Parc Roger Lemelin (548, rue Montmagny)
- Parc Saint-Malo (rue Borne, rue Raoul-Jobin)
- Parc Victoria (rue Robert-Rumilly)

Saint-Roch
- Îlot Fleurie (rue Fleurie)
- Jardin Jean-Paul-L'Allier (anciennement Jardin de Saint-Roch) (boulevard Charest Est, rue Sainte-Hélène)
- Parc de l'Îlot Dorchester (rue des Commissaires Est)
  - Place de l'Université-du-Québec
- Parc de la Pointe-aux-Lièvres (25, rue de la Pointe-aux-Lièvres)
- Parc du boulevard Langelier (boulevard Langelier)
- Parc Gilles Lamontagne (anciennement Parc de la Jeunesse) (230, rue du Pont)
- Parc Henriette-Belley (rue De La Salle, rue du Roi)
- Parc John-Munn (rue du Prince-Édouard)
- Parc Victoria (rue Robert-Rumilly)

Vieux-Limoilou

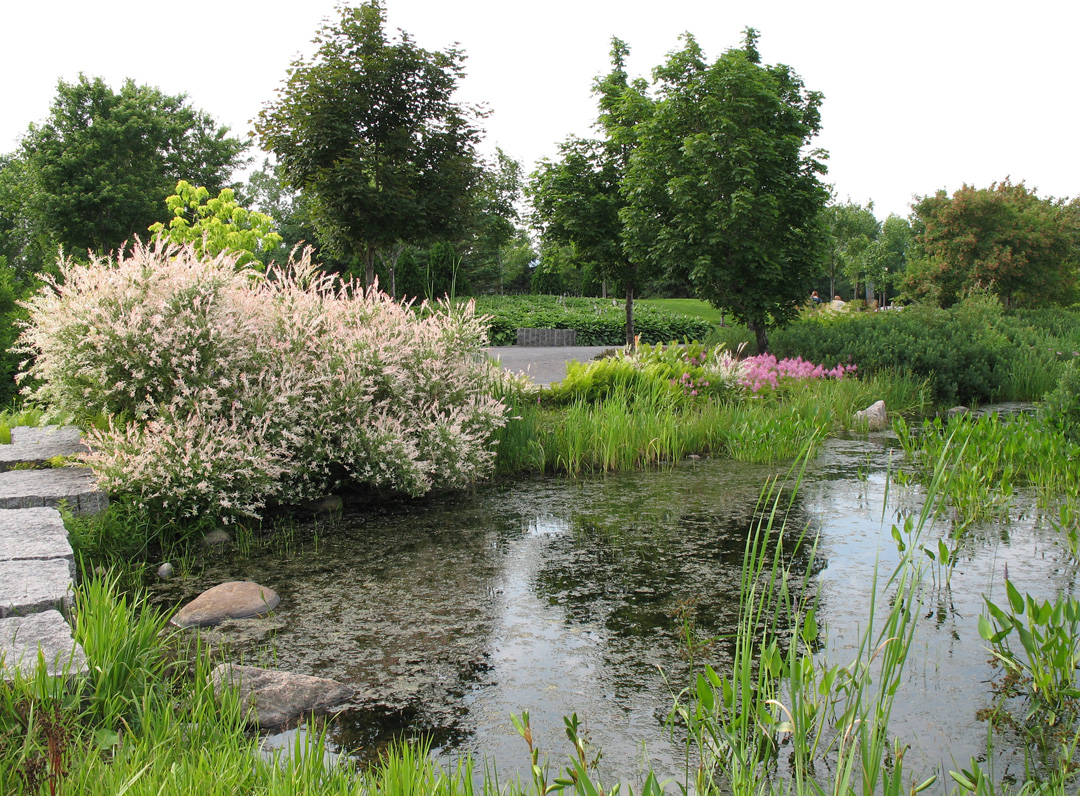
Domaine de Maizerets

- Lieu historique national Cartier-Brébeuf (rue De L'Espinay)
- Parc d'Iberville (600, 1re Rue, berge de la rivière Saint-Charles)
- Parc du Vieux-Passage (intersection de la 1re Avenue et de la 4e Rue)
- Parc Lairet (avenue Eugène-Lamontagne)
- Parc Marchand (2e Avenue)
- Parc Sylvain-Lelièvre (4e Avenue)

Maizerets
- Domaine de Maizerets (boulevard Montmorency)
- Parc Bardy (rue Adjutor-Rivard et avenue Bardy)
- Parc Ferland (8e Avenue)

### Les Rivières
Vanier

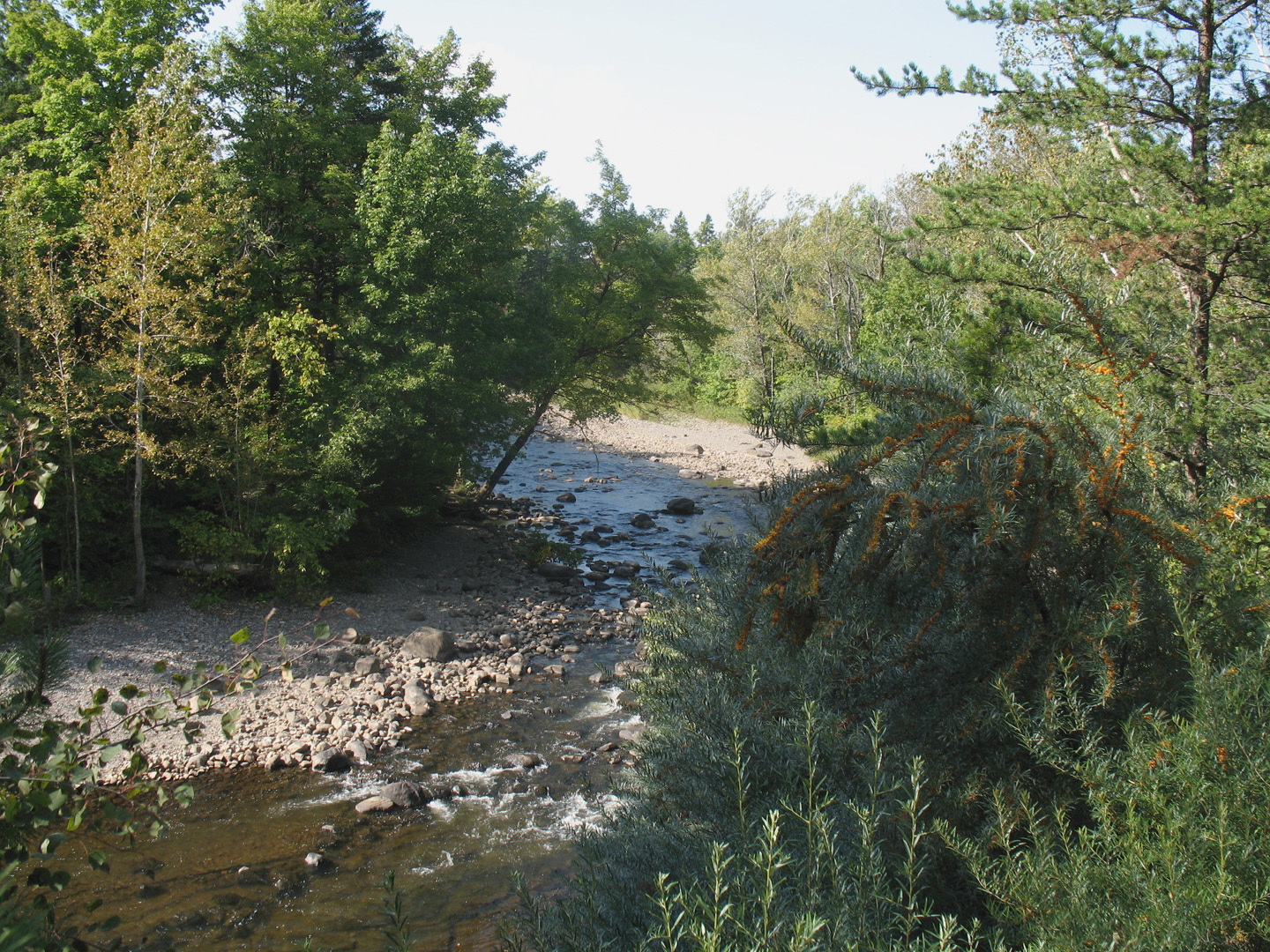
Parc Chauveau

- Parc Jean-Paul-Nolin (320, rue Chabot)
- Parc Victorin-Beaucage (380, rue Beaucage)
- Parc linéaire des rivières Saint-Charles et du Berger

Duberger–Les Saules
- Parc du Père-Frédéric (2655, rue Robitaille)
- Parc Émile-Nelligan (4400, rue Jacques-Crépeault)
- Parc Loranger (rue des Balsamines)
- Parc Duberger (3050, boulevard Central)
- Parc les Saules (boulevard Père-Lelièvre)
- Parc d'Alembert (avenue d'Alembert)
- Parc Saint-Jude (rue Saint-Jude)
- Parc Chauveau (3705, avenue Chauveau)

Neufchâtel-Est–Lebourgneuf
- Parc de l'Escarpement (rue Le Mesnil, boulevard des Galeries)
- Parc le Page (rue le Page)
- Parc Prévert (1476, rue Virginia-Woolf)

### Sainte-Foy–Sillery–Cap-Rouge
Sillery

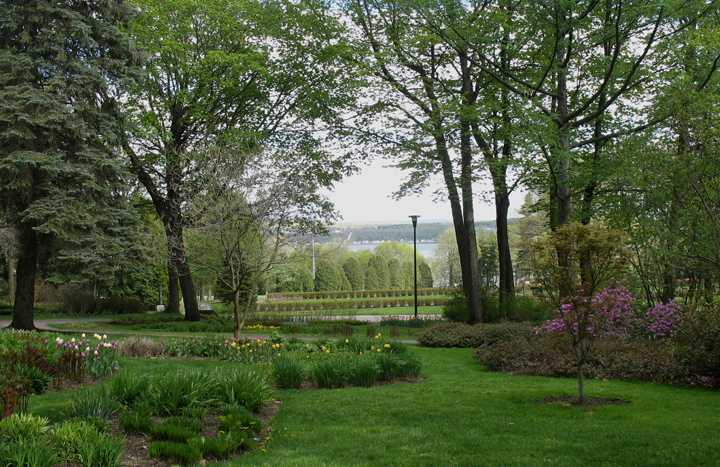
Parc du Bois-de-Coulonge.

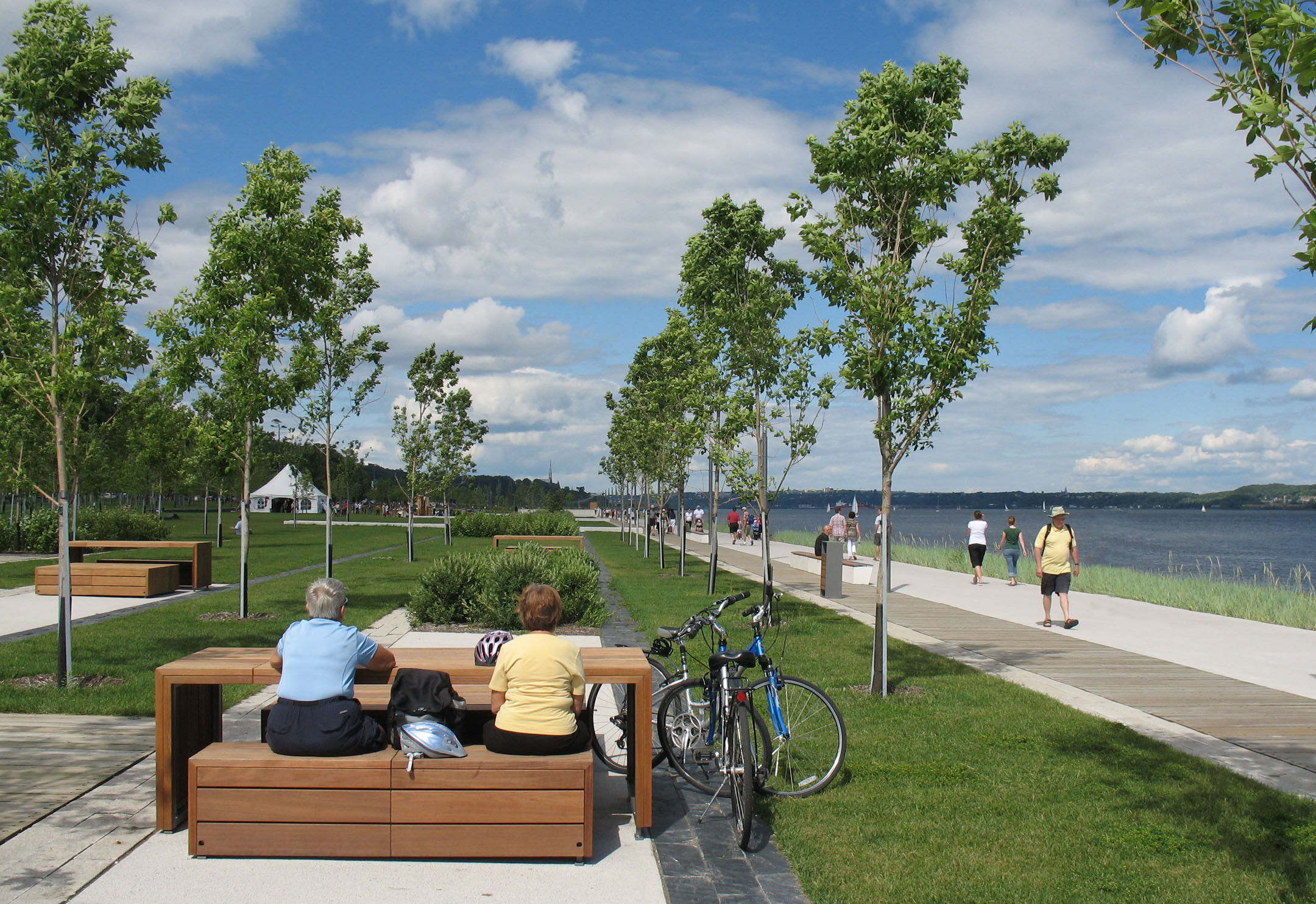
Promenade Samuel-De Champlain.

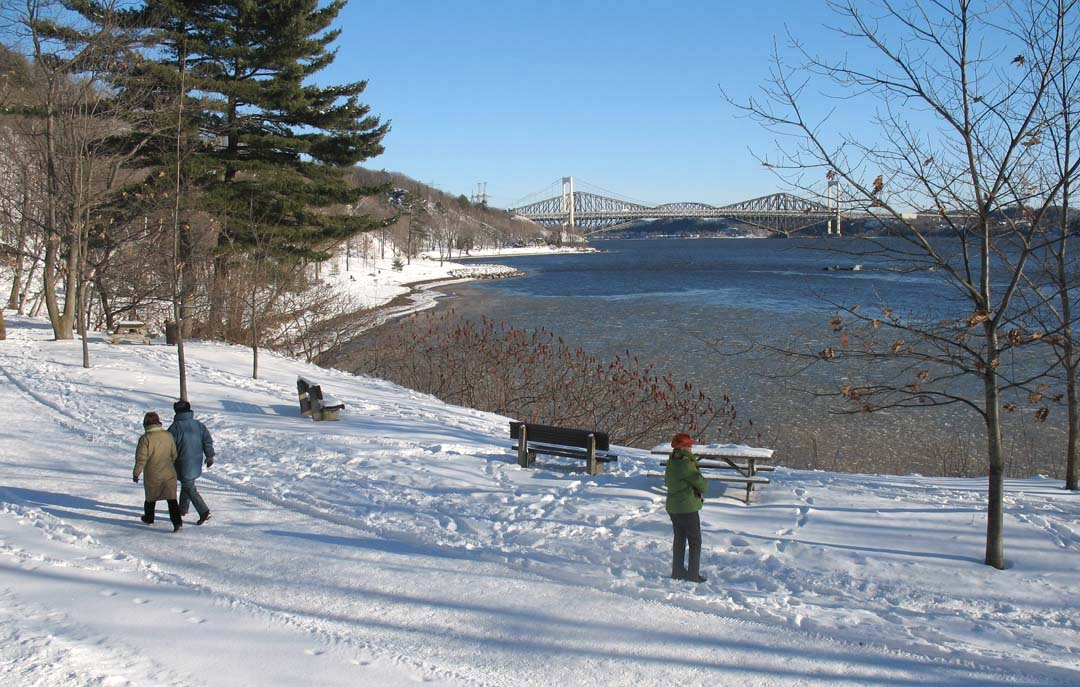
Parc de la Plage-Jacques-Cartier.

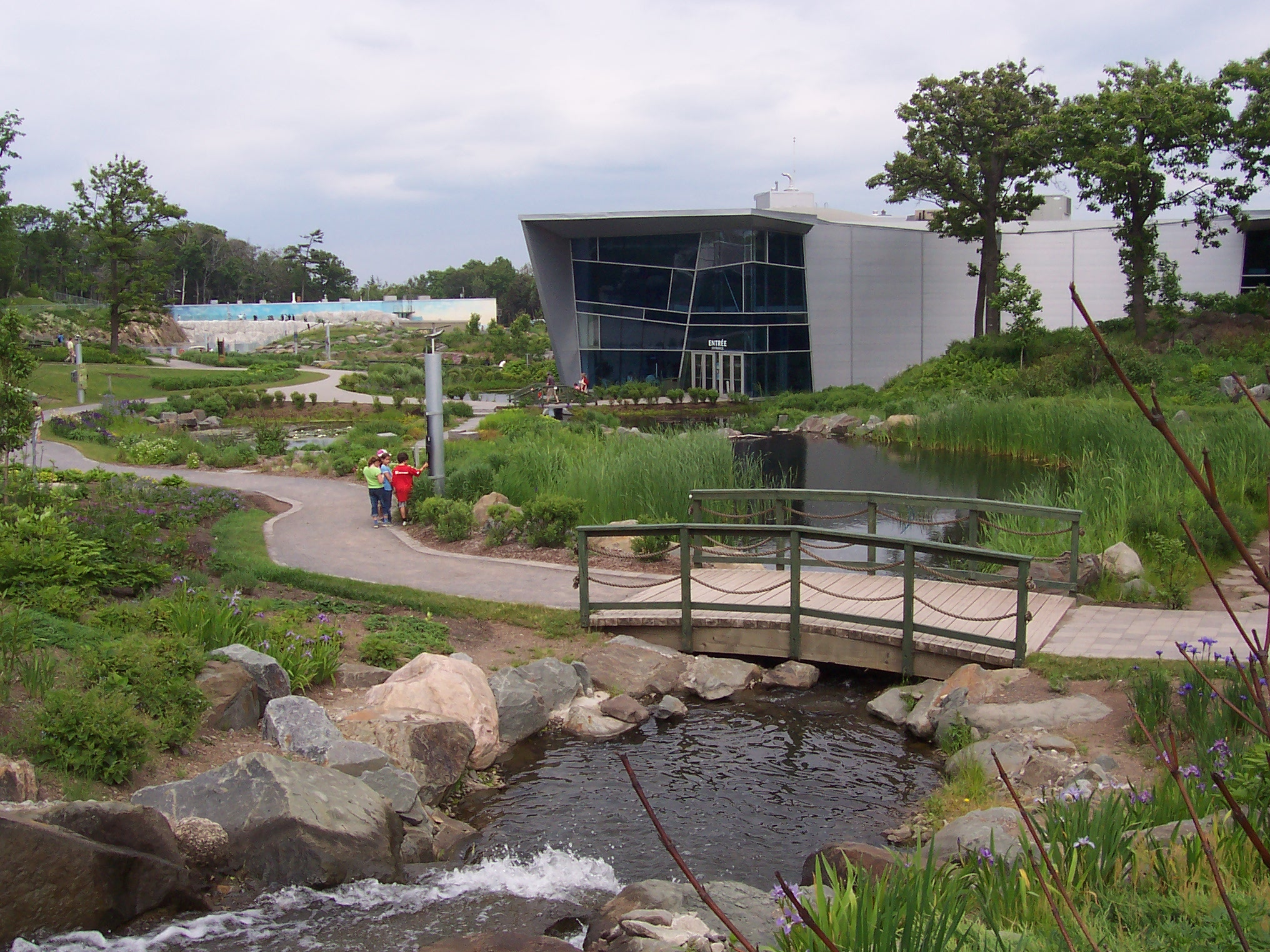
Aquarium du Québec.

- Parc du Bois-de-Coulonge (1215, Grande Allée Ouest)
- Villa Bagatelle (1563, chemin Saint-Louis)
- Domaine Cataraqui (2141, chemin Saint-Louis)
- Parc de la Falaise et Parc du Cap-au-Diable (côte à Gignac)
- Promenade Samuel-De Champlain (berge du Saint-Laurent entre la côte Ross et la côte de Sillery)
- Boisé de Tequenonday (Côte Ross et boulevard Champlain)
- Parc Saint-Yves (rue Roméo-Vachon et rue Anthony-Law)
- Parc du Buisson (2140, rue Marie-Victorin)
- Parc Ross (avenue Ernest-Lavigne)
- Parc Saint-Charles-Garnier (avenue du Chanoine-Morel)

Saint-Louis
- Parc Saint-Louis de France (1524, route de l'Église)
- Aquarium du Québec (avenue des Hôtels) Entrée payante
- Parc Roland-Beaudin (Intersection du chemin des Quatre-Bourgeois et de la route de l'Église)

Cité-Universitaire
- Jardin botanique Roger-Van den Hende (2480, boulevard Hochelaga)
- Parc Notre-Dame-de-Foy (rue Jacques-Berthiaume)
- Parc Saint-Denys (rue de la Picardie)
- Parc Saint-Jean-Baptiste-de-La-Salle (rue Biencourt)
- Parc Saint-Thomas-d'Aquin (avenue Chapdelaine)

Plateau
- Parc Sainte-Geneviève (avenue D'Amours)
- Parc Saint-Mathieu (rue de Bar-le-Duc)

Pointe-de-Sainte-Foy
- Boisé de Marly (rue Louis-Francœur et chemin Saint-Louis)
- Boisé des Compagnons-de-Cartier (avenue des Compagnons)
- Parc Laudance (rue Laudance et chemin Sainte-Foy)
- Parc Saint-Benoît (rue Rochambeau)
- Parc Gingras (rue Gingras)
- Parc Clérin (rue Clérin)
- Parc Sainte-Ursule (rue Hamelin)
- Parc de la Plage-Jacques-Cartier (chemin de la Plage-Jacques-Cartier)

Aéroport
- Base de plein air de Sainte-Foy (rue Laberge)
- Parc Les Primevères (rue Félix-Antoine-Savard)
- Parc Bélair (rue Notre-Dame)
- Parc Fénélon (rue Fénélon)

Cap-Rouge
- Parc Cartier-Roberval (côte de Cap-Rouge)
- Parc du Plateau (rue de la Promenade-des-Sœurs)
- Parc Provancher (rue Michel-Hervé)
- Parc Nautique (chemin de la Plage-Jacques-Cartier qui relie le parc de la Plage-Jacques-Cartier)

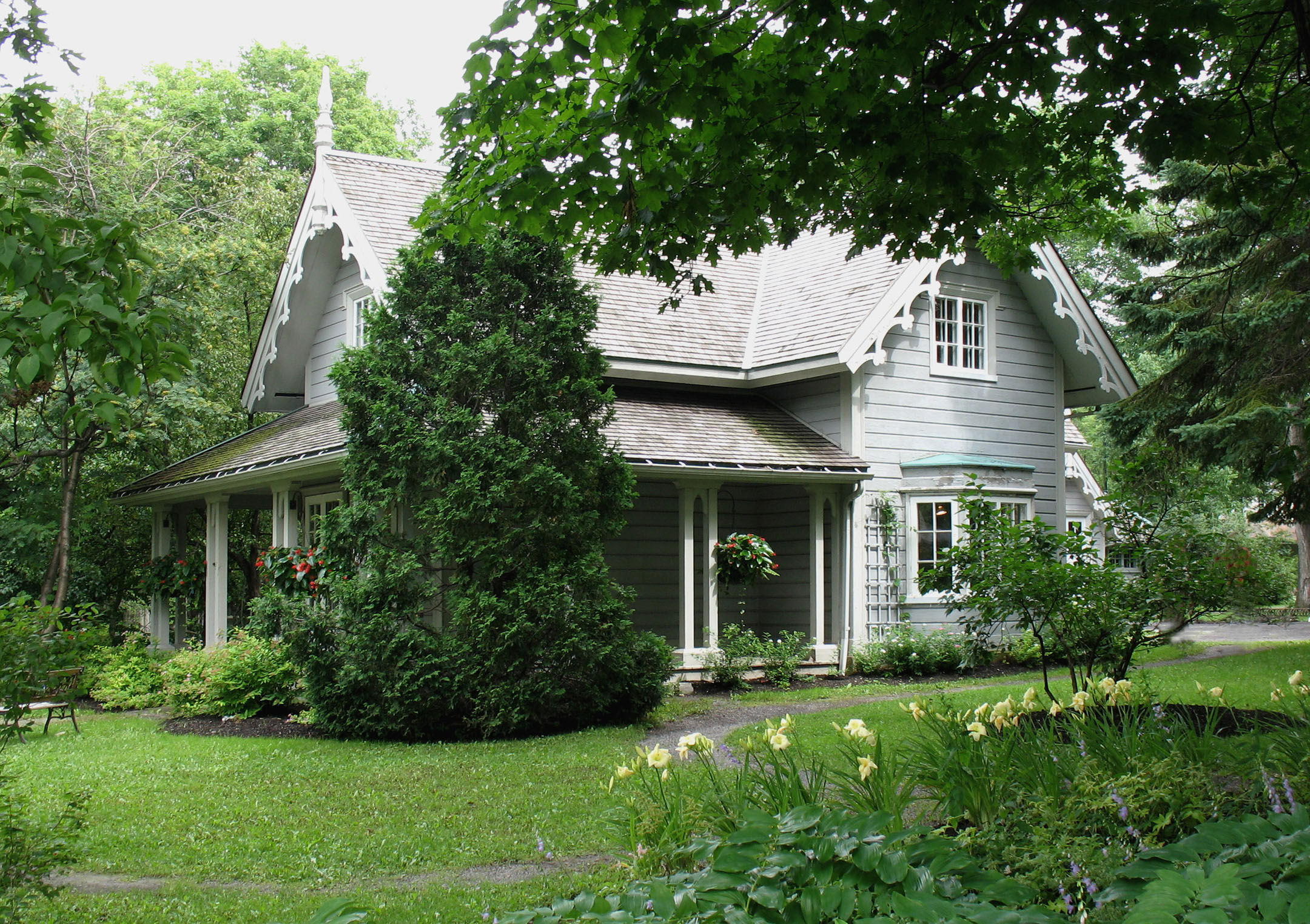
Villa Bagatelle.
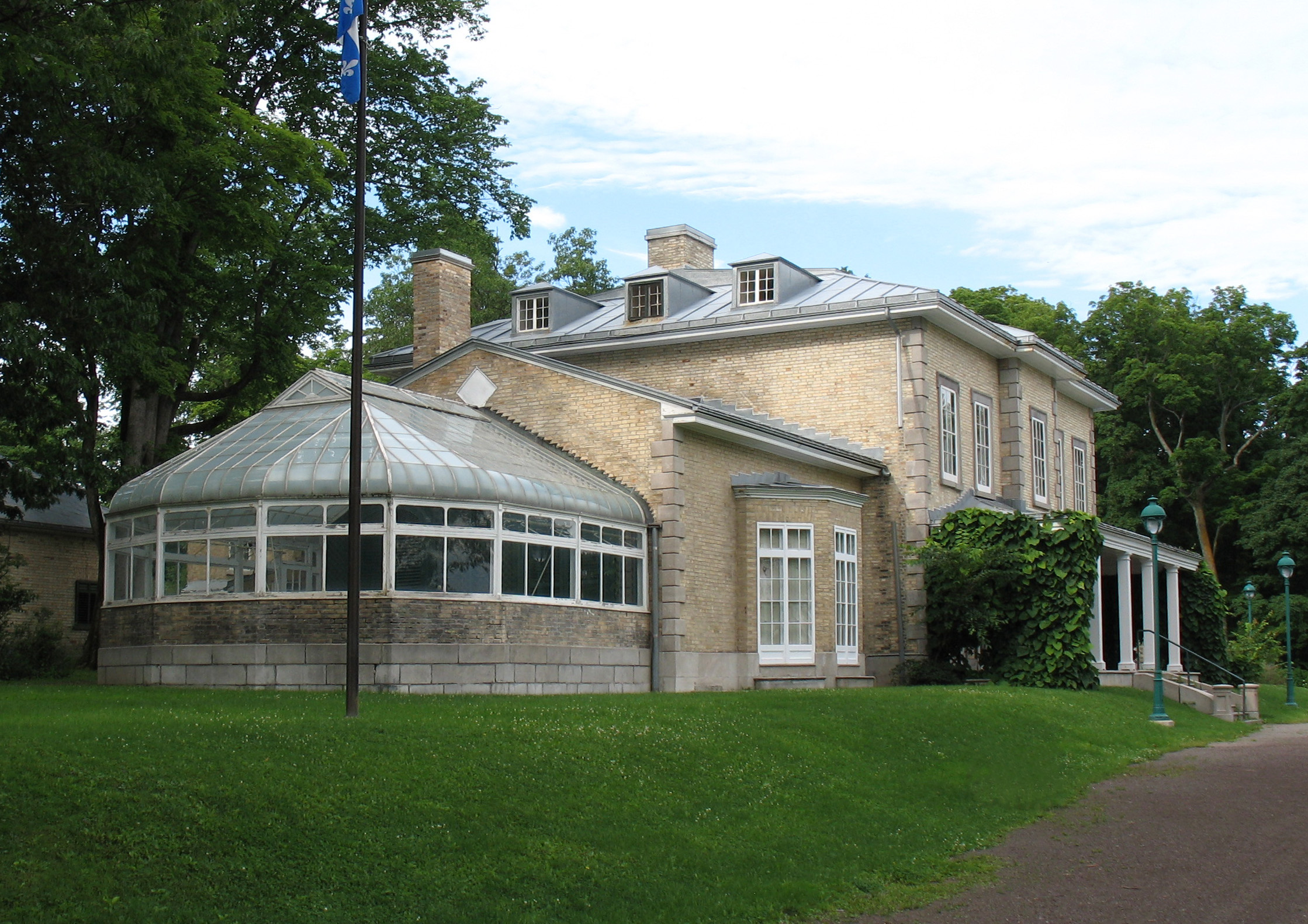
Domaine Cataraqui.
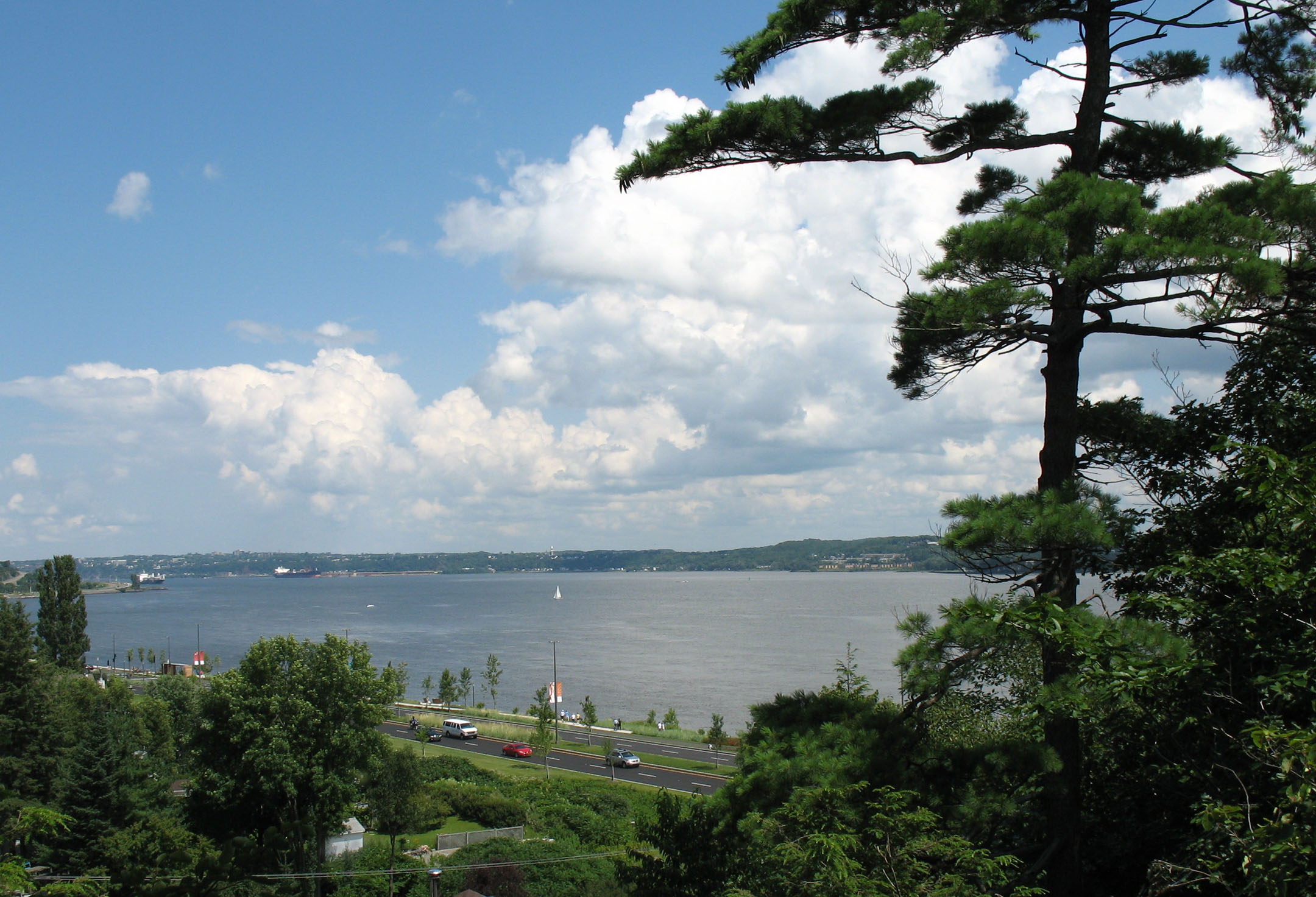
Boisé de Tequenonday.

### Charlesbourg

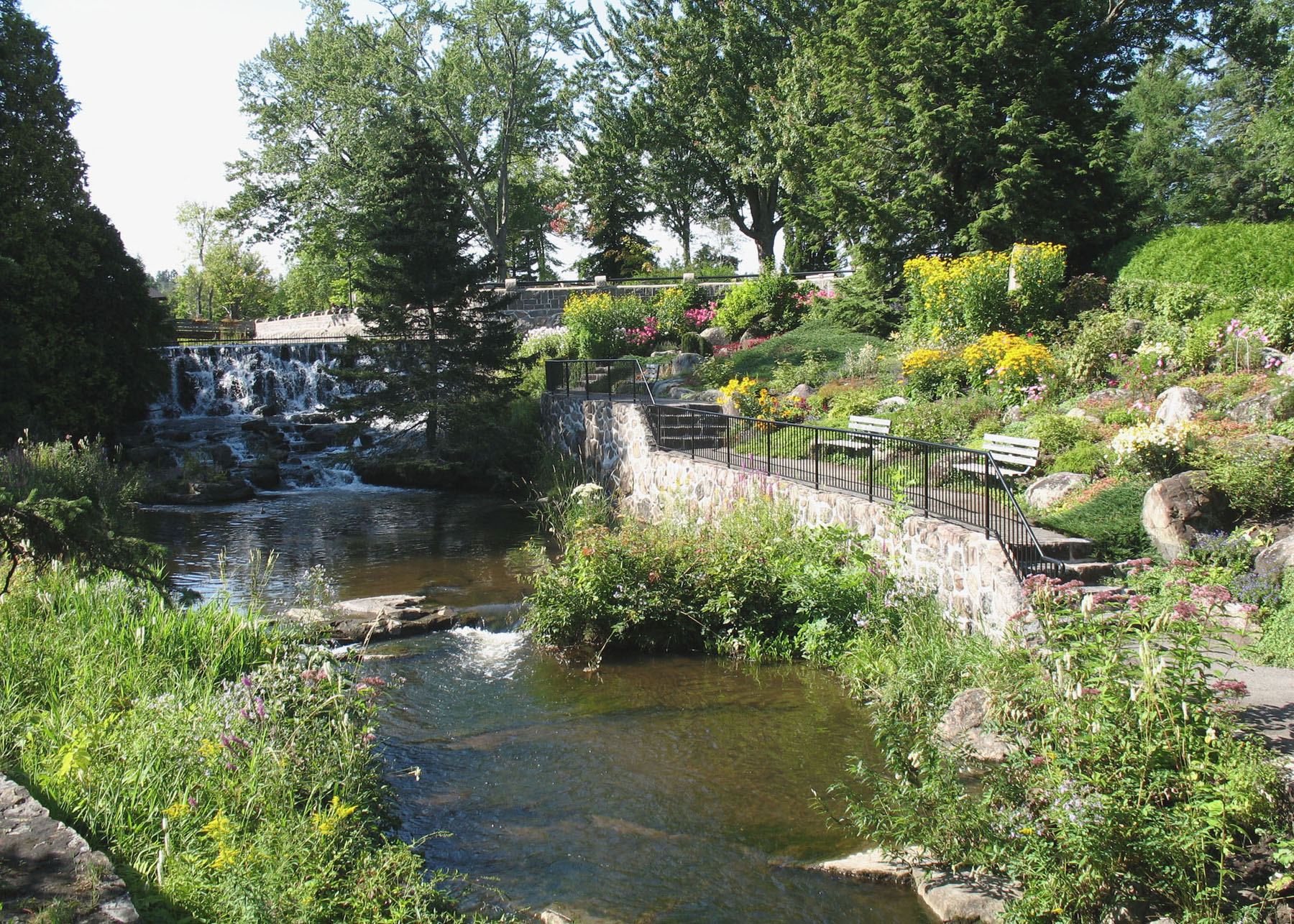
Parc des Moulins et la rivière du Berger à Charlesbourg.

- Parc de la Montagne-des-Roches (boulevard Jean-Talon Est, rue de la Montagne-des-Roches)
- Parc des Moulins (ancien jardin zoologique, 8191, avenue du Zoo)
- Parc des Verveines (avenue des Platanes)
- Domaine Notre-Dame-des-Bois (boulevard du Lac, rue de Genève)

### Beauport
Chutes-Montmorency

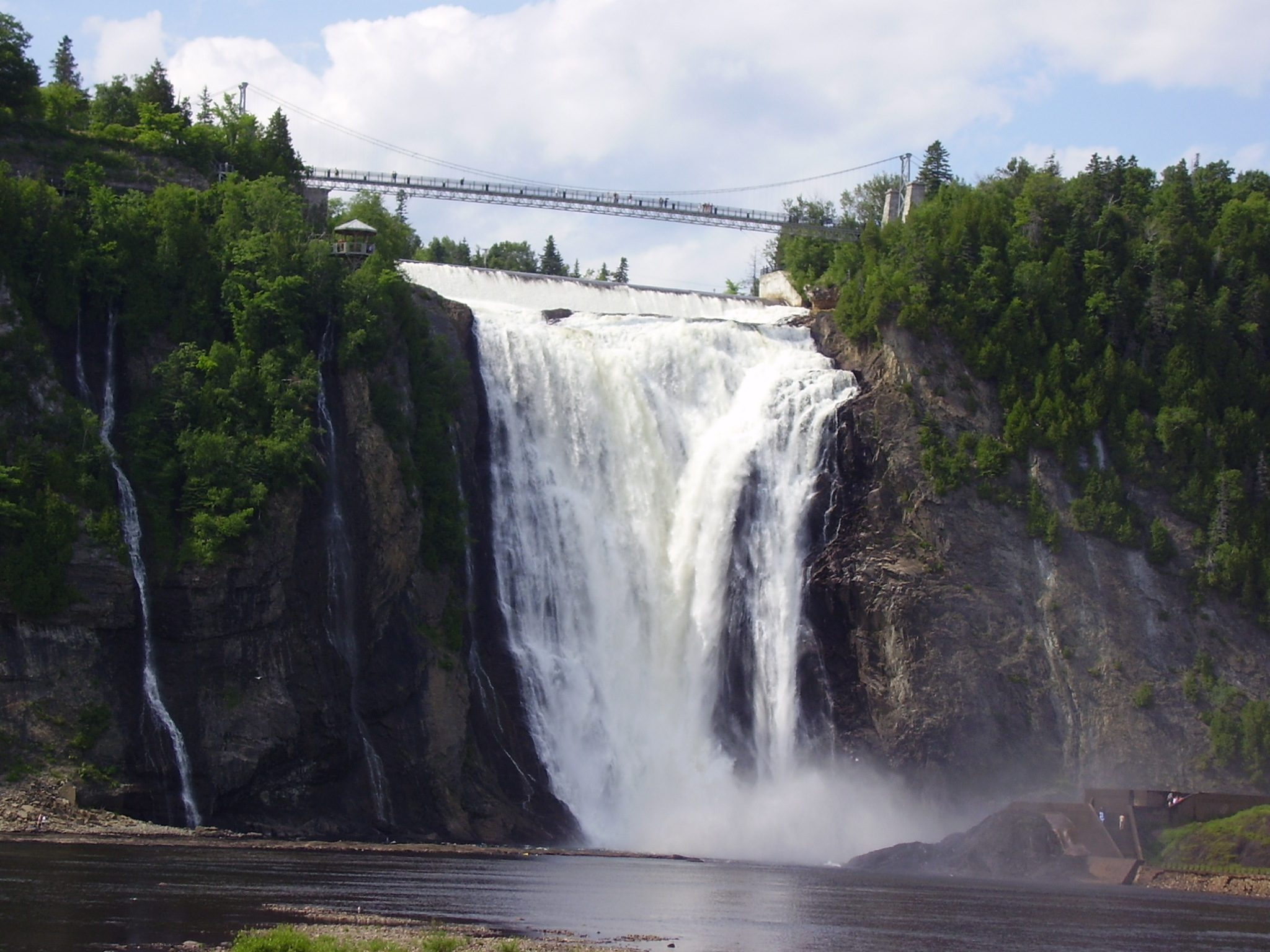
Parc de la Chute-Montmorency.

- Parc de la Chute-Montmorency (2490, avenue Royale)
- Chalet Vachon (55, rue Vachon)
- Parc Blancardin
- Parc Courcival
- Parc d'Ariel
- Parc Martin-Prévost
- Parc L'Échourie

Sainte-Thérèse-de-Lisieux
- Centre de loisirs Jean-Guyon (153, avenue des Sablonnières)
- Parc Tardif
- Parc Cambert (250, rue Cambert)

Saint-Michel
- Parc Montpellier (rue Montpellier, rue La Valterie)
- Parc de la Ribambelle
- Chalet Chevalier (491, rue du Méandre)

Vieux-Bourg
- Parc Monseigneur-Robert
- Parc des Coquilles

Vieux-Moulin
- Baie de Beauport

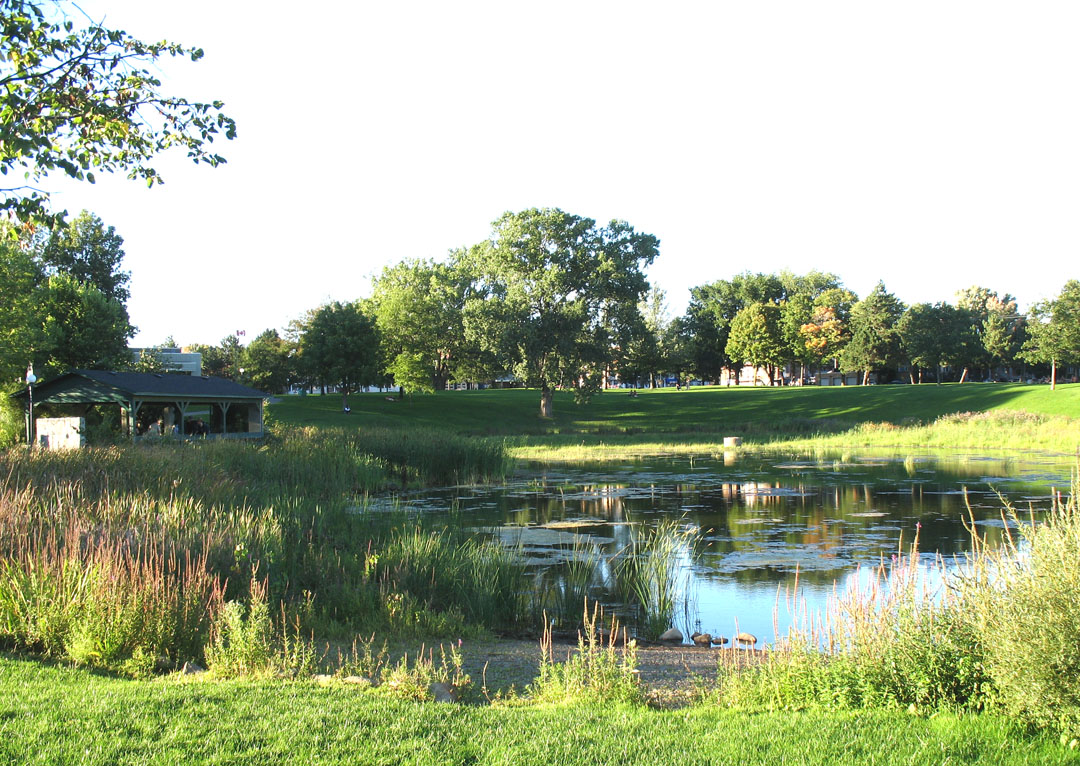
Parc Cartier-Brébeuf sur les berges de la rivière Saint-Charles.
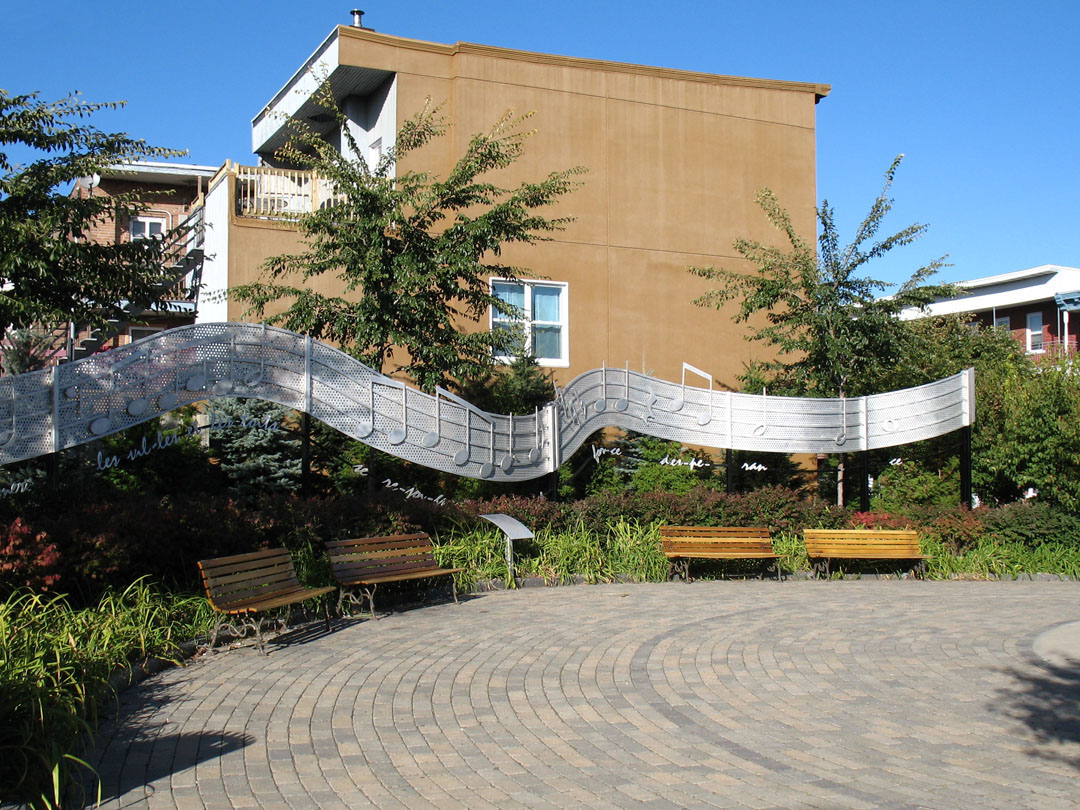
Parc Sylvain Lelièvre, 4e Avenue.

### La Haute-Saint-Charles
Loretteville

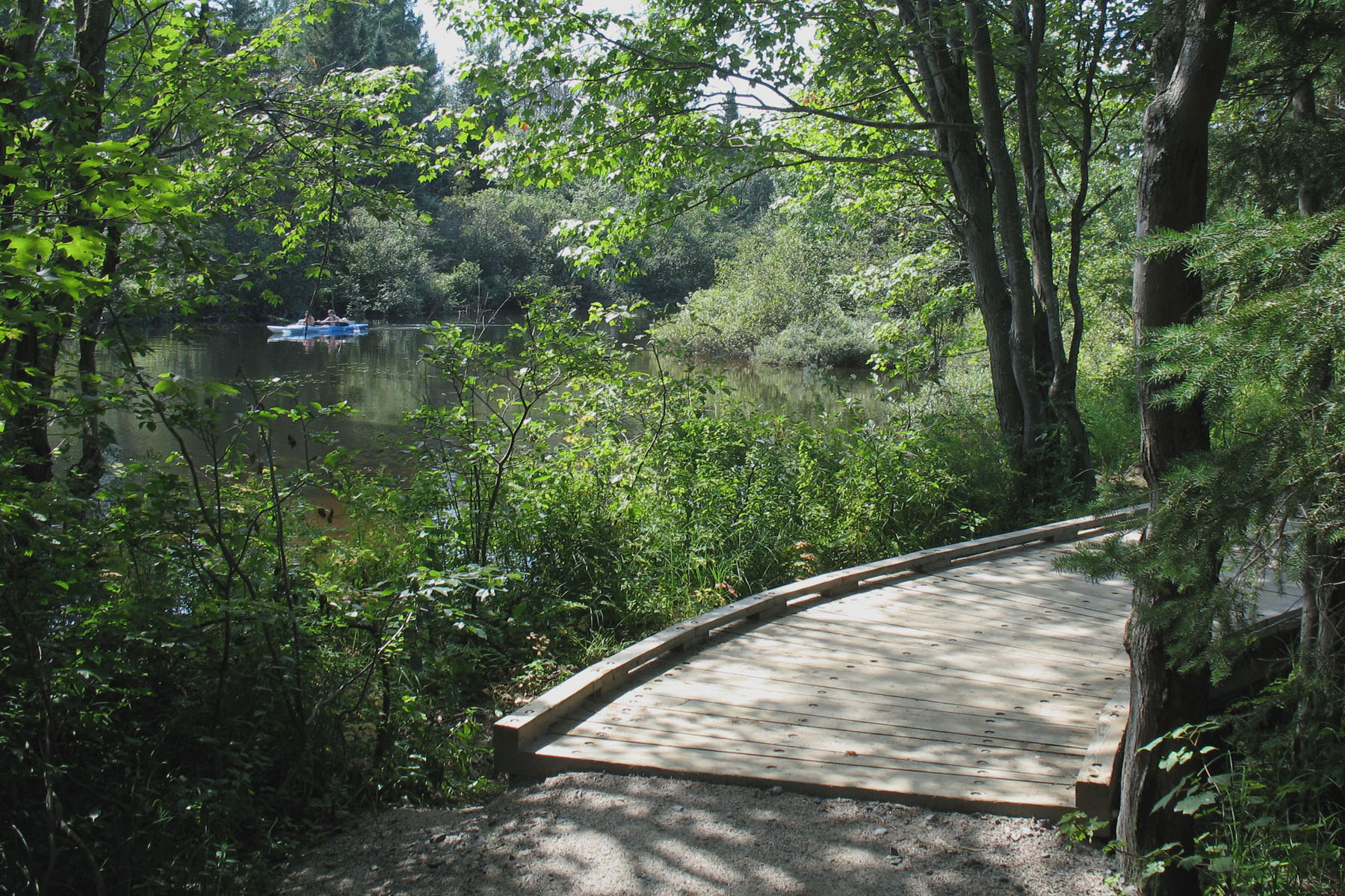
Parc linéaire des rivières Saint-Charles et du Berger à Loretteville.

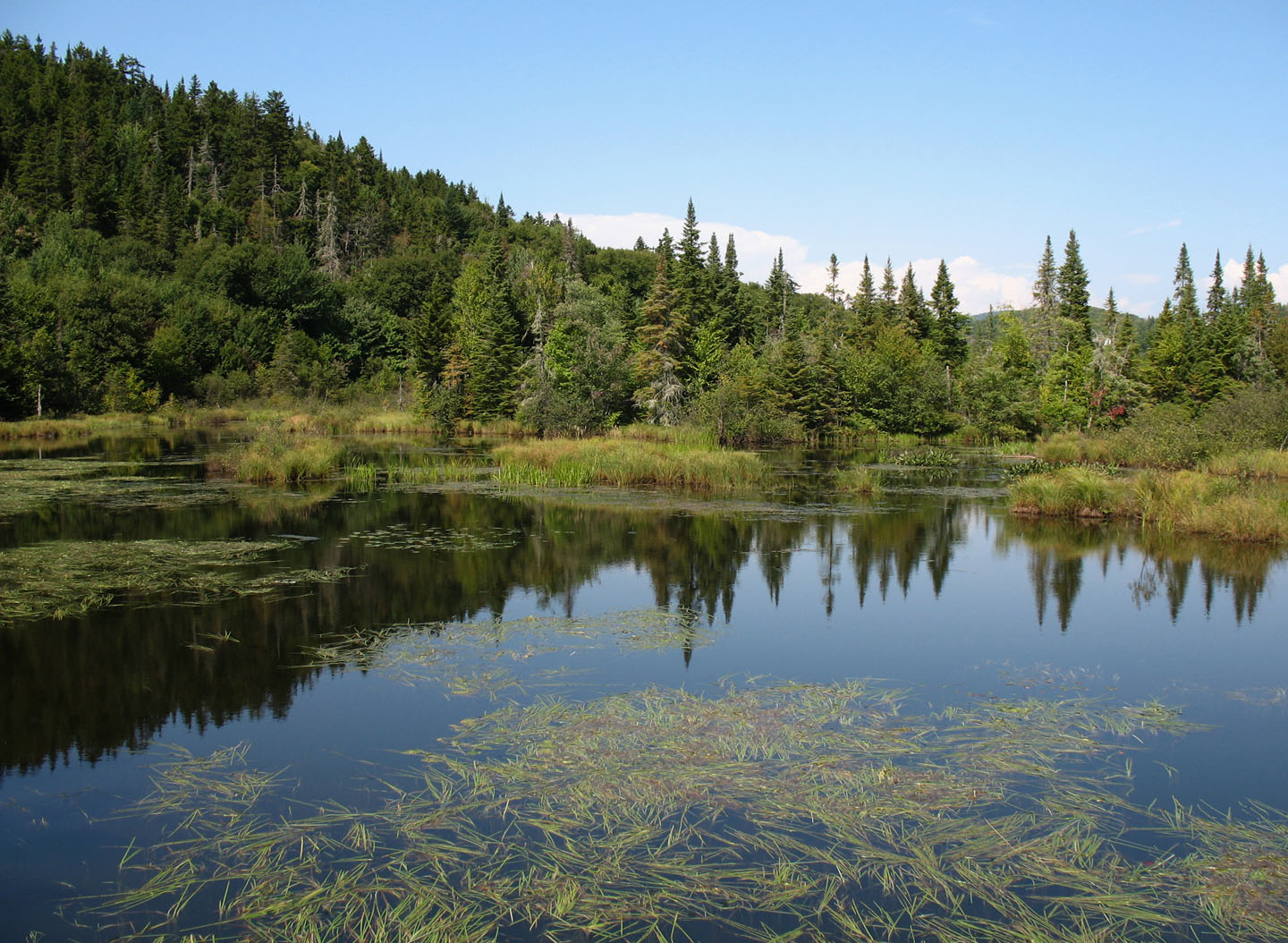
Sentier d'interprétation des Marais du Nord, Lac Saint-Charles.

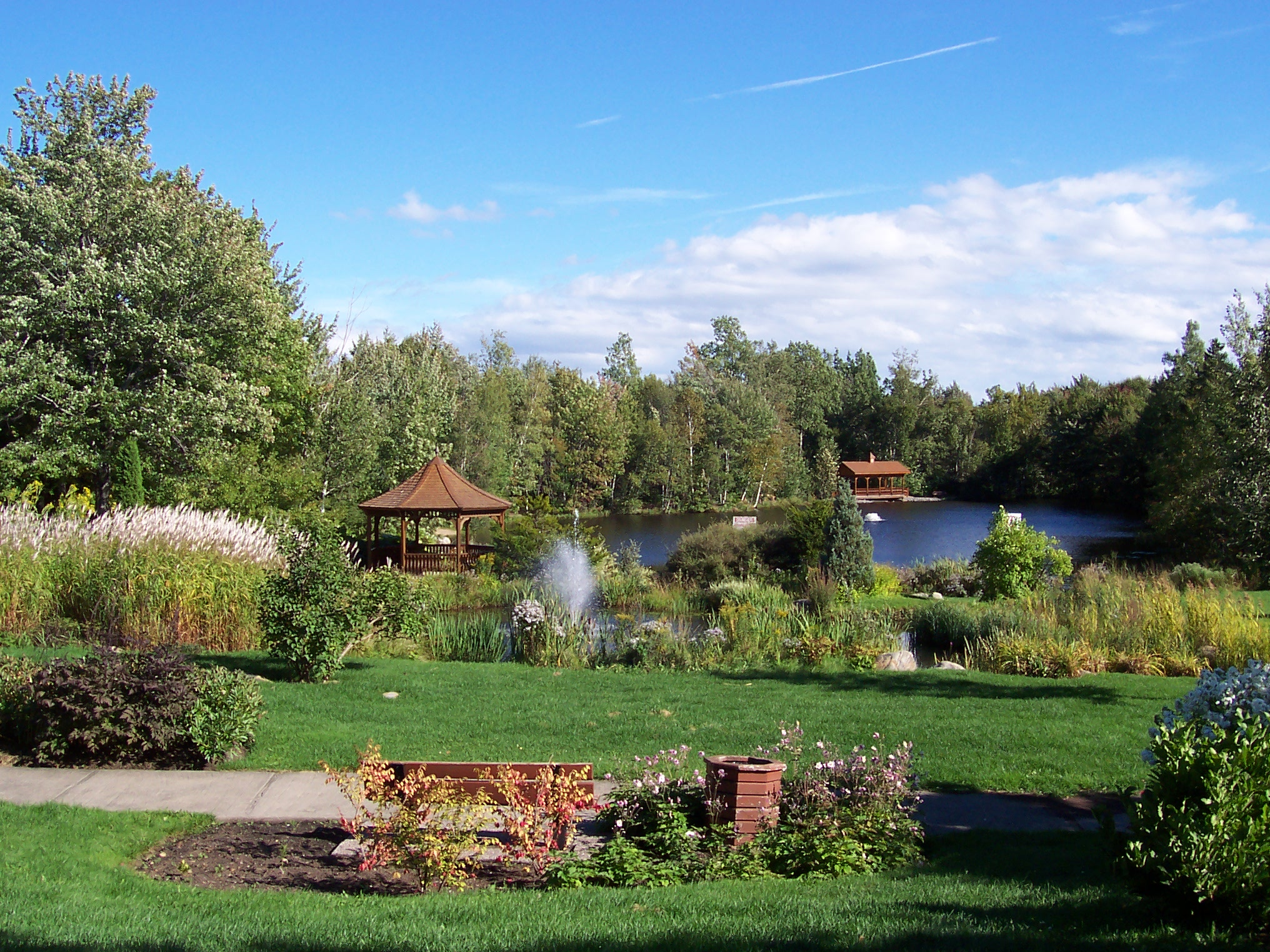
Parc Belle-Eau, Val-Bélair.

- Parc linéaire des rivières Saint-Charles et du Berger
- Parc Johnny-Parent (boulevard Johnny-Parent)
- Parc Gaby-Pleau (impasse Marie-Guyart)
- Parc de l'Orme (45, rue de la Falaise-Verte)
- Parc Saint-Raphaël (rue de la rivière Nelson)
- Centre municipal (305, rue Racine)
- Pavillon des sports (86, boulevard des Étudiants)
- Parc Jean-Roger-Durand (boulevard des Étudiants)
- Piscine de Château-d'Eau (3165, rue du Golf)
- Complexe sportif Phil Latulippe (150, boulevard des Étudiants)
- Parc de la Falaise et de la chute Kabir Kouba (Village Wendake)

Lac-Saint-Charles
- Parc Paul-Émile-Beaulieu (530, rue Delage)
- Parc de L'Arc-en-ciel (570, rue Pacifique)
- Parc des Eaux-Fraîches (rue Raoul)
- Réserve naturelle des Marais-du-Nord

Des Châtels
- Parc Montchâtel (13500, rue Duhamel)
- Parc des Musiciens (12085, boulevard Saint-Claude)
- Parc Véga 10855, (rue des Lauriers)
- Parc-école La Chaumière (4285, rue René-Chaloult)
- Parc Saint-Raphaël (3535, rue de la Rivière-Nelson)
- Parc des Sureaux (9197, rue de l'Actif)
- Parc Chauveau (3705, avenue Chauveau)

Saint-Émile
- Parc Réal-Cloutier (6106, rue de l'Accueil)
- Parc Roy (Avenue Lapierre, rue des Sommeliers)
- Parc de la Colline (rue de Rouen)
- Parc du Grand-Oasis (1920, rue des Tricornes)

Val-Bélair
- Parc Belle-Eau (rue du Beau-Milieu)
- Parc Jules-Émond (rue des Collégiens)
- Parc Sainte-Anne (rue Grimaldi)
- Parc la Chanterelle (rue de l'Innovation)
- Base de plein air de Val-Bélair (rue de la Découverte)

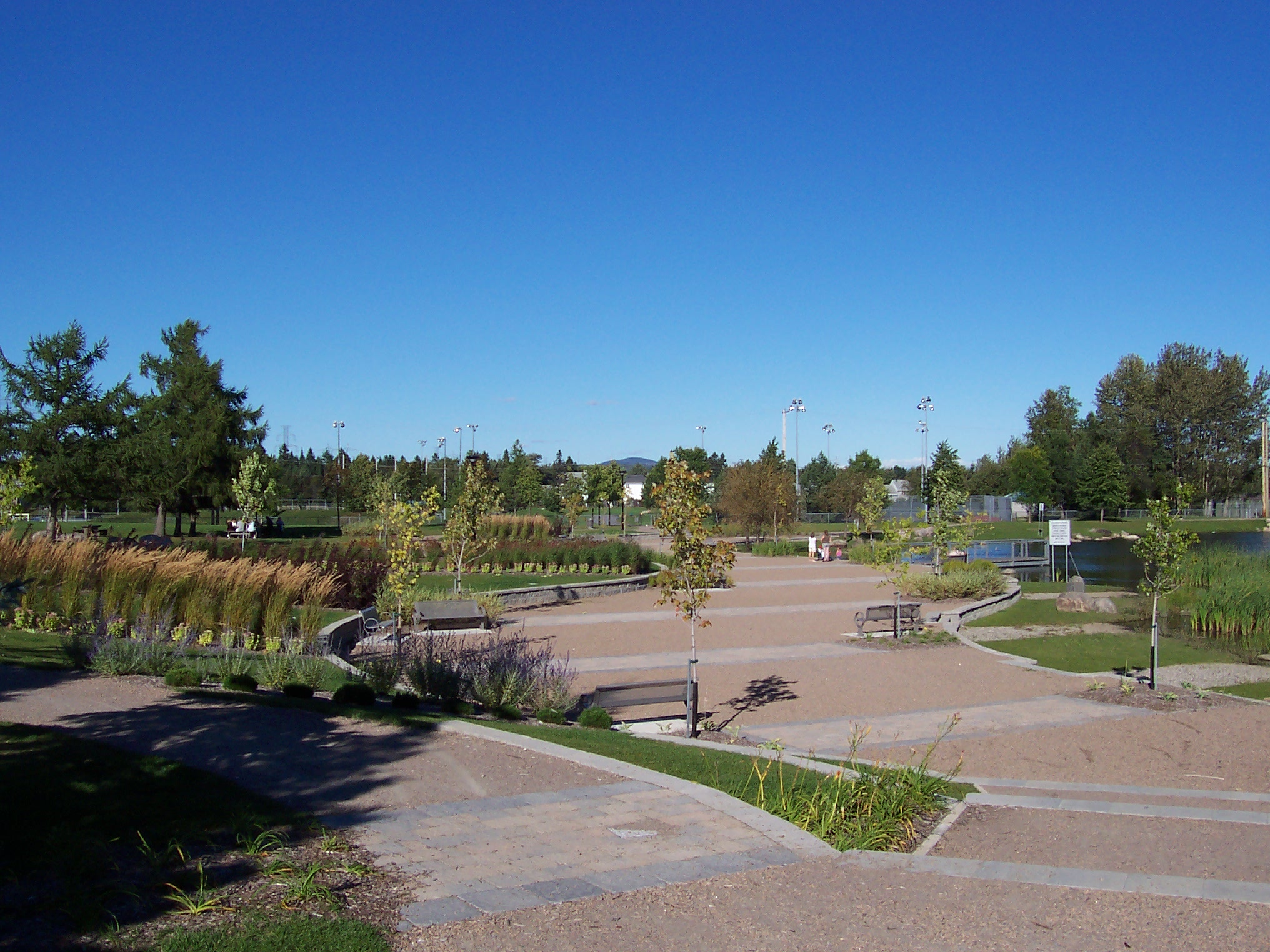
Parc La Chanterelle, Val-Bélair.